# Стари надгробни споменици у Доњој Црнући
Стари надгробни споменици у Доњој Црнући (Општина Горњи Милановац) представљају добро очувану споменичку целину и важан извор података за проучавање генезе становништва овог села.

## Доња Црнућа
Атар села простире се на јужним падинама планине Рудник, у долини Црнућке (Шапоровачке реке), северно од регионалног пута Горњи Милановац-Крагујевац. Граничи се са насељем Враћевшница и селима Бело Поље, Прњавор, Горња Црнућа, Сврачковци, Горња Врбава и Доња Врбава. Доња Црнућа има четири засеока: Косовињак, Матића брдо, Велику и Малу Реку.
Насеље се помиње у повељи Ђурђа Бранковића из 1429. године. Заједно са селом Горња Црнућа пре Косовског боја звало се Белућа. Назив је промењен у Црнућа због погибије великог броја житеља и мноштва црних барјака. У турским дефтерима село се помиње као војничко. Становништво је делом остало староседелачко. Поновно насељавање започело је почетком 19. века миграцијама из Старог Влаха, Црне Горе и околине Трна (Бугарска).
У Доњој Црнући је рођен, живео и стварао песник Добрица Ерић.
Сеоска слава је Спасовдан.

## Сеоско гробље
У Доњој Црнући постоји само једно гробље на коме је сачуван знатан број старих надгробних споменика. Међу најстарије спадају крстолика обележја са стилизованим геометријским урезима у виду лика „насмејаног човека”. Бројчано доминирају споменици у облику стуба, као и различите форме крстова.

## Крајпуташи
У Доњој Црнући лоциран је само један крајпуташ.

### Крајпуташ на раскрсници у Доњој Црнући
Налази се на аутобуском стајалишту Црнућара, на регионалном путу Горњи Милановац–Крагујевац. Приљубљен уз зидану ограду, затрпан је дугогодишњим нивелисањем пута. Посвећен је извесном Марјановићу, војнику I класе из Црнуће.
На оштећеном споменику натпис се само сегментарно чита. На предњој страни, испод крста пише: „ПР++/ПУТН+/+ПРОЧ/+ТА+/ОВАЈ”, што је уобичајена формулација карактеристична за крајпуташе. Наставак епитафа на десној страни гласи: МАРЈАНОВИЋ ИЗ ... ЦРНУЋЕ, ВОЈНИК I КЛАСЕ и завршава на полеђини приљубљеној уз камену ограду: ПОГИБЕ 14. Г. ТУНА КЛАДНИЦИ.

## Усамљени надгробници
У селу постоји један стари надгробник ван сеоског гробља.

### Надгробни споменик Ђорђу Милићевићу
Налази се у доњем делу села, на Милићевића имању, где је, по сопственој жељи, сахрањен виноградар Ђорђе Милићевић.
Споменик је у облику стуба четвртастог пресека, исклесан од грабовичког камена. Украшен је урезом умножених клинастих крстова. Делимично очуван натпис гласи: ОВДЕ ПОЧИШЕ КОСТИ ЂОРЂА МИЛИЧЕВИЋ ПРЕСТАВИ СЕ... 18 ПОДИЖЕ 31 ... 8.